# سلطة صربية
سلطة صربية ( (بالصربية: Српска салата)‏ / Srpska salata ) هي سلطة خضروات ، تقدم عادة خلال الصيف مع اللحم المشوي وأطباق أخرى. وهي مصنوعة من مكعبات الطماطم الطازجة والخيار والبصل ، وعادة ما تكون متبل بزيت عباد الشمس أو زيت الزيتون والملح وعادة مع مجموعة متنوعة من الفلفل الحار مثل الفلفل الحار ويسمى فيفيرون . وهي تشبه السلطات التقليدية لدول البلقان الأخرى وشرق البحر الأبيض المتوسط ، مثل سلطة شوبسكا ، والسلطة اليونانية ، والسلطة العربية ، والسلطة الإسرائيلية وسلطة الراعي التركي.

## أنظر أيضا
- قائمة السلطات
- بوابة طعام</صورة>